# Depuração de creatinina
A depuração de creatinina é um teste de função renal que mede a quantidade creatinina eliminada na urina.